# Pyricularia submersa
Pyricularia submersa är en svampart som beskrevs av Ingold 1944. Pyricularia submersa ingår i släktet Pyricularia och familjen Magnaporthaceae.   Inga underarter finns listade i Catalogue of Life.